# Barranc del Bonyente
El Barranc del Bonyente és un barranc del terme municipal de Sort, a la comarca del Pallars Sobirà, dins del que fou l'antic terme de Llessui.
Es forma en el vessant meridional de la Pala del Bonyente, discorre pel nord-oest del Serrat del Bonyente i aiguavessa en el Barranc de Pamano al cap de poc, al sud-est dels Corrals del Bonyente i de la Borda del Roi.